# Bob Stewart (homme politique)
Pour les articles homonymes, voir Stewart.
Robert Alexander Stewart (né le 7 juillet 1949) est un homme politique britannique et député de Beckenham de 2010 à 2024. Membre du Parti conservateur, il est également un ancien officier de l'armée britannique et commandant des Nations unies en Bosnie, commentateur, auteur et orateur.

## Jeunesse
Stewart est né le 7 juillet 1949 d'un père servant dans l'armée. Il fait ses études à la Chigwell School, puis à l'Académie royale militaire de Sandhurst près de Camberley dans le Surrey. Il passe une partie de son enfance à Chypre.

## Carrière militaire
Stewart est sélectionné pour la formation d'officier à l'âge de dix-sept ans, et après deux ans de formation, et à l'Académie militaire royale de Sandhurst, est nommé sous-lieutenant dans le Cheshire Regiment le 25 juillet 1969. Il est promu lieutenant le 25 janvier 1971. En 1974, il entreprend un Baccalauréat universitaire en Relations internationales à l'Université d'Aberystwyth, obtenant un diplôme avec les honneurs de première classe. Il est promu capitaine le 25 juillet 1975. Il garde Rudolf Hess dans la prison de Spandau, Berlin.

### Carrière en Irlande du Nord
À partir de 1977, Stewart sert en Irlande du Nord comme officier du renseignement et, après avoir fréquenté le Staff College, Camberley, est promu major le 30 septembre 1981, commandant de compagnie de la compagnie A du 1er bataillon du Cheshire Regiment, avec une période intermédiaire passée à Sandhurst en tant qu'instructeur. Pendant son séjour en Irlande du Nord, il est le commandant des opérations lors de l'attentat à la bombe de Droppin Well à Ballykelly, qui tue dix-sept personnes. Stewart a entendu l'explosion et est arrivé sur les lieux deux ou trois minutes plus tard. Six des soldats morts appartenaient à sa compagnie, notamment son commis et son magasinier. Il reçoit une recommandation personnelle du général commandant en Irlande du Nord pour ses actions de la journée.

### Bosnie
Stewart sert au ministère de la Défense et est le commandant en second d'un bataillon d'infanterie. Il est promu lieutenant-colonel le 31 décembre 1987 et sert comme Attaché militaire au comité militaire de l'OTAN à Bruxelles. En mars 1991, il prend le commandement du 1er Bataillon, Cheshire Regiment  et en tant que commandant retourne en Irlande du Nord pour deux autres tournées opérationnelles et devient le premier commandant britannique des forces des Nations unies en Bosnie de septembre 1992 à mai 1993. C'est en tant que commandant en Bosnie, dans le cadre de l'opération Grapple, qu'il gagne le surnom de «Bosnie Bob» et devient une sorte de personnalité médiatique .
Pendant son séjour en Bosnie, il découvre le massacre d'Ahmići au cours duquel 103 personnes ont été tuées. Il reçoit l'Ordre du service distingué le 12 juin 1993 à son retour au Royaume-Uni. Il est promu colonel le 31 décembre 1993  et continue à occuper le poste de chef de la politique au quartier général suprême des puissances alliées en Europe avant de se retirer officiellement de l'armée le 1er février 1996.

## Carrière après l'armée
En 1997, Stewart prend trois semaines de congé de la société de relations publiques Hill et Knowlton pour aider son ami Martin Bell qui se présente au Parlement à Tatton en tant que candidat indépendant. Stewart est aux côtés de Bell lorsqu'ils sont confrontés au député conservateur de la circonscription, Neil Hamilton et son épouse Christine sur Knutsford Heath.
Depuis qu'il a quitté l'armée, Stewart est un commentateur bien connu des affaires militaires et politiques, commentant fréquemment la politique de défense du gouvernement britannique et les guerres en Afghanistan et en Irak. En 2009, il critique le système d'indemnisation des soldats blessés, accusant le MOD d'agir à «la vitesse d'un paresseux frappant». Il accuse également le gouvernement d'avoir refusé à plusieurs reprises les demandes des commandants de l'armée pour plus de troupes et plus d'hélicoptères en Afghanistan.

## Carrière politique
Le 28 juillet 2009, il est sur la liste des candidats pour le Parti conservateur. En tant qu'ancien commandant du Cheshire Regiment, il est lié aux sièges conservateurs sûrs du Cheshire oriental de Macclesfield et de Congleton,, cependant les listes finales de Macclesfield et de Congleton du Bureau central conservateur ne comprennent pas son nom. À l'été 2009, il est sélectionné pour Beckenham, l'un des sièges conservateurs les plus sûrs du pays.
Aux élections générales de 2010, le 6 mai, Stewart est élu nouveau député de Beckenham,.
En 2013, Stewart vote contre le mariage homosexuel et appelle le premier ministre de l'époque, David Cameron à abandonner la proposition. Cinq ans plus tard, en mai 2018, il présente ses excuses sans réserve à la Chambre des communes pour avoir voté contre le mariage homosexuel, après avoir vu «la joie» qu'il avait apportée à la vie des couples homosexuels. En 2019, il vote pour étendre le mariage homosexuel aux couples d'Irlande du Nord.
Stewart siège au Comité spécial de la défense de la Chambre des communes et, en mai 2014, il est l'un des sept candidats non retenus à la présidence du comité.
Stewart critique les coupes dans le budget de la défense, suggérant en mars 2015 que si les chefs d'état-major interarmées devaient démissionner sur cette question, cela «serait un message très puissant». Lorsqu'on lui demande s'il démissionnerait lui-même de son poste de député, il a répondu qu'il y réfléchissait.
Le siège de Stewart est un siège cible pour les démocrates libéraux aux élections générales de 2017 et 2019, après son soutien ouvert au Brexit. Lors de l'élection générale de 2017, Stewart conserve son siège avec une part des voix augmentée de 2%. Mais en 2019, sa part des voix chute de 5,4%, les libéraux démocrates ayant doublé la leur, bien qu'ils n'atteignent toujours que la troisième place derrière les travaillistes.
À la Chambre des communes, Stewart siège au comité des affaires d'Irlande du Nord et a déjà siégé au sous-comité des comités sur le contrôle des exportations d'armes et la défense.

## Vie privée
Stewart vit à Beckenham à Londres. Il a six enfants et est marié à Claire Podbielski, que Stewart a rencontrée alors qu'il commandait les forces britanniques en Bosnie en 1993.